# American Board of Commissioners for Foreign Missions
L’American Board of Commissioners for Foreign Missions (ABCFM) (que l'on peut traduire par « Conseil américain des délégués aux missions étrangères ») est la plus ancienne organisation missionnaire chrétienne des États-Unis. Elle est créée en 1810 par cinq jeunes diplômés du Williams College : Samuel John Mills, James Richards, Francis L. Robbins, Harvey Loomis et Byram Green. Au XIXe siècle, elle est la plus importante société missionnaire du pays.
En 1961, l'ABCFM ou l'American Board, comme elle est souvent nommée, fusionne avec d'autres sociétés pour former l'United Church Board for World Ministries. D'autres organisations qui s'inspirent de la ABCFM sont fondées ultérieurement comme l'InterVarsity Christian Fellowship (fondée en 1941), la Conservative Congregational Christian Conference (fondée en 1948), et la Missionary Society of the National Association of Congregational Christian Churches (fondée en 1955).

## Histoire

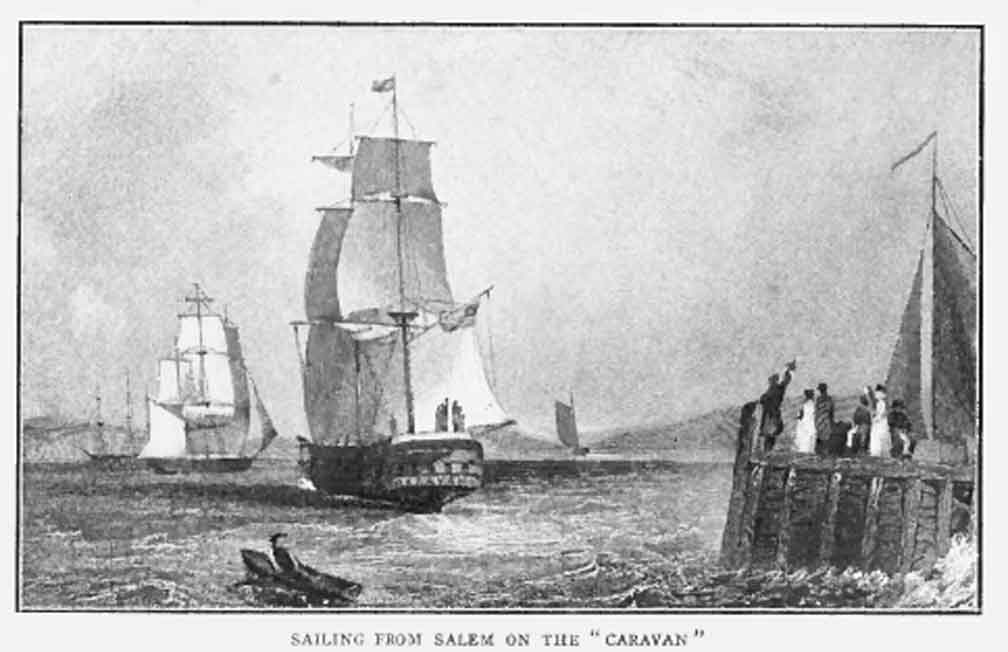
Le 9 février 1812, les époux Judson et Newell ainsi que Luther Rice embarquent sur le Caravan à destination des Indes

La fondation de l'American Board est inspirée par le second grand réveil du protestantisme aux États-Unis. En 1806, cinq étudiants du Williams College, dans l'ouest du Massachusetts, s'abritent de l'orage sous une meule de foin. Lors de ce que les Américains nomment la Haystack Prayer Meeting (littéralement la « réunion de prière de la meule de foin »), ils arrivent à la conclusion que leur « champ, est le monde ». Cette réflexion les conduit à créer l'ABCFM quatre ans plus tard. L'objectif de l'American Board est de répandre le christianisme à travers le monde. Congrégationaliste à l'origine, l'ABCFM accepte également des missionnaires presbytériens (1812-1870), néerlandais réformés (1819-1857) ainsi que d'autres confessions.
En 1812, l'American Board envoie ses premiers missionnaires — Adoniram et Ann Hasseltine Judson, Samuel et Roxana Peck Nott ; Samuel et Harriet Atwood Newell; Gordon Hall, et Luther Rice — aux Indes britanniques. Entre 1812 et 1840, ils sont suivis par des missionnaires envoyés aux peuples et lieux suivants : aux Cherokee du Tennessee, en Inde (dans la région de Bombay), au nord de Ceylan (aujourd'hui Sri Lanka), aux îles Sandwich (Hawaii) ; Asie du sud : Chine (notamment Elijah Coleman Bridgman, qui deviendra le pionnier de la sinologie américaine), Singapour et le Siam (Thaïlande), le Proche-Orient : Grèce, Chypre, Turquie, Syrie, Terre sainte et Perse (Iran), et l'Afrique : Afrique de l'Ouest (Cap des Palmes) et l'Afrique australe, chez les Zoulous.

### Lutte contre la déportation des Indiens
Jeremiah Evarts est successivement trésorier (de 1812 à 1820) puis secrétaire (de 1820 à sa mort) de l'American Board. Sous sa direction, l'ABCFM, en 1821, élargit le rôle des femmes. Elle autorise notamment pour la première fois des femmes célibataires à partir en mission, comme Ellen Stetson, chez les Indiens d'Amérique, et Betsey Stockton, qui est aussi la première missionnaire afro-américaine, chez les Indiens du Canada.
Evarts organise l'envoi de missionnaires de l'American Board auprès des Indiens d'Amérique. Il espère ainsi leur permettre de résister à la déportation par des efforts visant à les intégrer dans la société blanche, grâce à la conversion et à l'éducation. Il devient l'un des leaders de la lutte infructueuse contre l'Indian Removal Act du président Andrew Jackson en 1830.

### 1830 à 1860

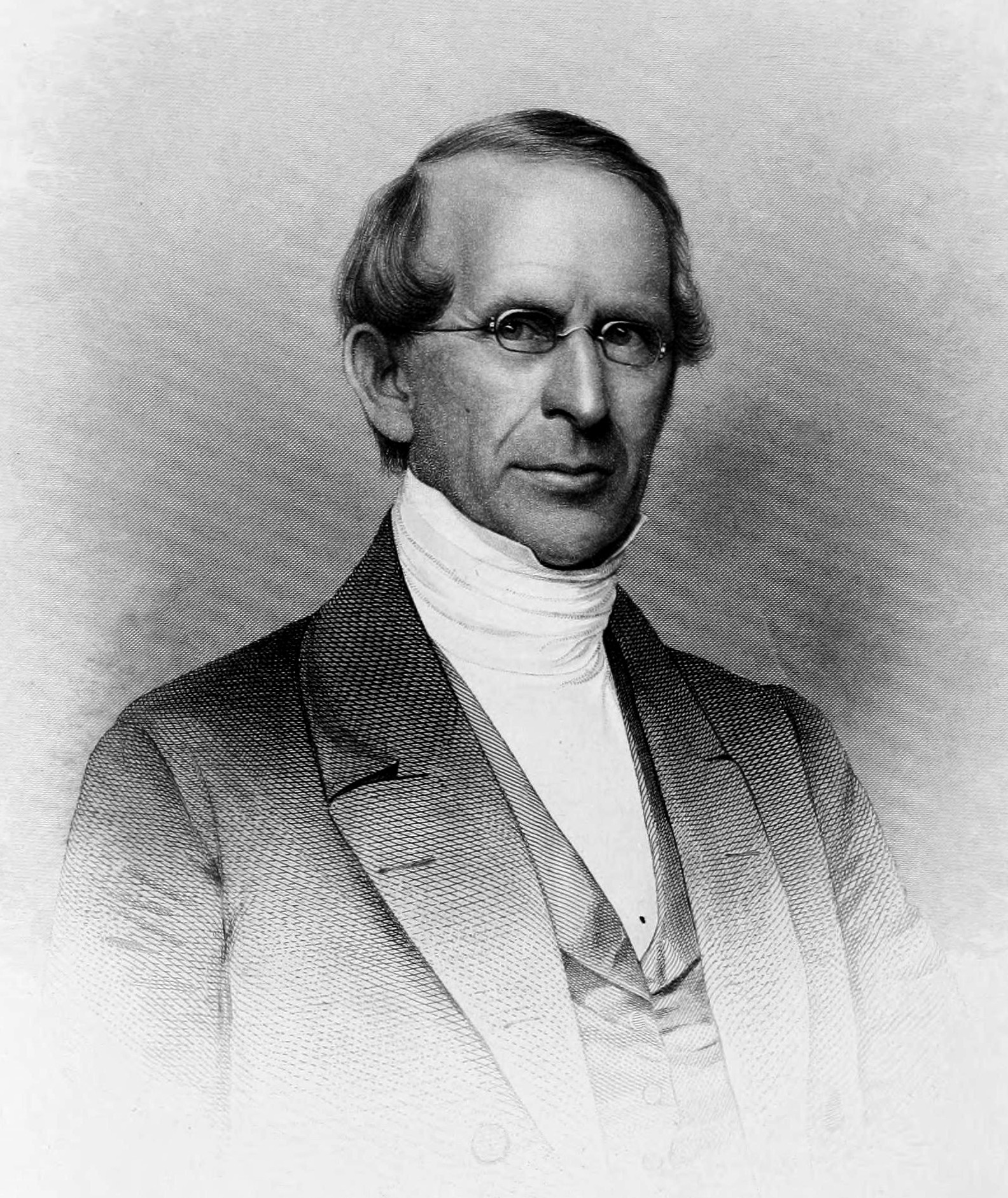
Rufus Anderson (1796–1880)

Dans les années 1830, sur la base de ses expériences, l'ABCFM interdit aux célibataires de partir dans les missions. Ils doivent être mariés depuis au moins deux mois avant de pouvoir partir. Pour aider les missionnaires à trouver une épouse, L'American Board tient à jour une liste de femmes à l'« esprit missionnaire » : « jeunes, pieuses, instruites, en bonne santé et raisonnablement belles ». À la mort d'Evarts, le poste de secrétaire est confié à Elias Cornelius, en octobre 1831, mais il tombe malade et meurt en février 1832. C'est Rufus Anderson qui lui succède et occupe le poste jusqu'au milieu des années 1860. Son administration est talentueuse, il définit clairement la politique du Board, visite le monde entier et retrace le travail de l'American Board dans de nombreux ouvrages.
Entre 1810 et 1840, l'ABCFM cherche avant tout à annoncer les Évangiles de Jésus-Christ. Aux États-Unis et à l'étranger, l'American Board et ses partisans encouragent la communauté évangélique, à former des équipes d'« agents » et à les envoyer œuvrer dans les missions. En tant que leader du front unique et des premières associations de volontaires américaines, l'American Board influence fortement le mouvement missionnaire du XIXe siècle.
Vers 1850, l'American Board a envoyé, à l'étranger, quelque 157 missionnaires ayant étudié la théologie et reçu l'ordination.

### Efforts de recrutement
Protestants orthodoxes, trinitariens et évangéliques, les orateurs des réunions annuelles de l'American Board exhortent leur auditoire à donner leur temps, leur talent et leur fortune pour faire avancer le projet de propagation du christianisme. Dans un premier temps des sermons occasionnels reflètent la fin de la période coloniale, puis les discours de l'assemblée annuelle prennent peu à peu un ton commémoratif. L'optimisme et la coopération post-millénaristes tiennent une place importante dans les sermons de l'American Board. Après les avoir entendus et sous l'influence de leurs universités les étudiants sont prêts à proclamer l’Évangile aux populations étrangères. Leurs mémoires et prêches de fin d'études reflètent à la fois les opinions des sermons annuels du Board et leur sensibilité aux cultures étrangères.
Une fois les missionnaires sur le terrain, l'optimisme demeure mais il est tempéré par les réalités du travail de la mission dans un milieu différent. La plupart des envoyés du Board saisissent toutes les opportunités qui se présentent, cherchant par un dialogue éclectique à transmettre leur foi aux cultures qu'ils rencontrent. Les missionnaires font face à une audience similaire à celles des Américains quant au message de l'Évangile. Certains le rejettent purement et simplement, d'autres l'acceptent, et quelques-uns deviennent à leur tour des évangélistes.

### Missions auprès des Indiens en Amérique du Nord
Parmi les missions nord-américaines de l'ABCFM auprès des tribus on peut citer la Mackinaw Mission (sur l'île Mackinac), la Green Bay Mission (Territoire du Michigan à Green Bay), la Dakota Mission (Territoire du Michigan, Territoire de l'Iowa, Territoire du Minnesota principalement le long du Mississippi et de la Minnesota, la Ojibwe Mission (Territoire du Michigan, Territoire du Wisconsin, Territoire du Minnesota) et la Whitman Mission en Oregon fondée par Marcus Whitman.
Les missionnaires de la Dakota Mission assistent au soulèvement des Sioux en août 1862. Certains d'entre eux, comme les familles Williamson et Riggs, assistent à l'internement des Sioux, puis les accompagnent en exil lorsqu'ils sont chassés du Minnesota en 1863.
La Dakota Mission traduit la Bible et édite un dictionnaire et un manuel scolaire en langue dakota. La Ojibwe Mission fait de même pour le Nouveau Testament et de nombreux manuels scolaires en langue ojibwé. Ces deux missions font œuvre de pionnier en donnant pour la première fois une forme écrite à ces langues.